# Карась Станіслав Васильович
Карась Станіслав Васильович (1936—2009) — український вчений, гірничий інженер-електромеханік, доктор технічних наук, професор кафедри гірничої електротехніки і автоматики ім. Р. М. Лейбова Донецького національного технічного університету.

## Біографія
Закінчив Донецький індустріальний інститут у 1959 році.